# All Rise
All Rise je americký dramatický televizní seriál, jehož tvůrcem je Greg Spottiswood. Premiéra seriálu proběhla dne 23. září 2019 na stanici CBS.
V květnu 2020 byla objednaná produkce 2. řady, ta měla premiéru dne 16. listopadu 2020.

## Synopse
Seriál sleduje soudce, státní zástupce a veřejné obhájce soudních síní v Los Angeles. 

## Obsazení

### Hlavní role
- Simone Missick jako soudkyně Lola Carmichael[3]
- Wilson Bethel jako zástupce okresního návladního Mark Callan: nejlepší přítel Loly.[4]
- Jessica Camacho jako Emily Lopez-Berarro: advokátka.[5]
- J. Alex Brinson jako zástupce šerifa Luke Watkins, v průběhu první řady se z něho stane právník a začne pracovat pro Sama Powella[6]
- Ruthie Ann Miles jako Sherri Kansky: soudní asistentka Loly.[7]
- Lindsay Mendez jako Sara Castillo: zapisovatelka u soudu a kamarádky Emily.[7]
- Marg Helgenberger jako soudkyně Lisa Benner[8]
- Lindsey Gort jako Amy Quinn (od 2. řady, vedlejší role v 1. řadě),  právnička, přítelkyně Marka
- Audrey Corsa jako Samantha Powell (od 2. řady, vedlejší role 1. řada), stážistka pracující pro Marka a Luka
- Reggie Lee jako okresní advokát Thomas Choi (od 2. řady, vedlejší role 1. řada), Markův šéf

### Vedlejší role
- Nadia Gray jako Ria, Markova přítelkyně
- Mitch Silpa jako zástupce okresního návladního Clayton Baker
- Tony Denison jako Vic Callan, Markův otec.
- Paul McCrane jako Jonas Laski
- Suzanne Cryer jako zástupkyně okresního návladního Maggie Palmer
- Todd Williams jako Robin Taylor, Loly manžel, který pracuje pro FBI
- Joe Williamson jako Kevin Harris, LAPD detektiv
- Audrey Corsa jako Samantha Powell, stážistka pracující pro Marka a Luka
- Peter MacNicol jako soudce Albert Campbell, Loly kolega
- Ryan Michelle Bathe jako Rachel Audubon, advokátka, která se zná s Lolou od doby, kdy obě studovaly na Howardově univerzitě
- L. Scott Caldwell jako Roxy Robinson, Loly matka
- Brent Jennings jako Charles Carmichael, Loly otec
- Bret Harrison jako Ben Benner, syn soudkyně Bennerové a přítel Sary
- Samantha Marie Ware jako Vanessa JOhnson (2. řada)
- Rebecca Field jako Carol Coleman (od 2. řady, hostující role 1. řada)
- Anne Heche jako Corrine Cuthbert (2. řada)

### Hostující role
- Colin Ford jako  Billy Webb (díl „Fool for Liv“)
- Jere Burns jako Adam Pryce (díl „Fool for Liv“)
- Ever Carradine jako Felice Bell (díl „How to Succeed in Law Without Really Re-trying“)
- Brenda Strong jako Jean Rubenstein-Forst (díl „My Fair Lockdown“)
- Dorian Missick jako DJ Tailwind Tuner (díl „Dancing at Los Angeles“)

## Seznam dílů

### První řada (2019–2020)
| Č. v seriálu | Původní název                                  | Režie             | Scénář                              | Premiéra v USA     |
| ------------ | ---------------------------------------------- | ----------------- | ----------------------------------- | ------------------ |
| 1            | Pilot                                          | Michael M. Robin  | Greg Spottiswood                    | 23. září 2019      |
| 2            | Long Day's Journey into ICE                    | Michael M. Robin  | Gregory Nelson                      | 30. září 2019      |
| 3            | Sweet Bird of Truth                            | Anthony Hemingway | Sunil Nayar a Iturri Sosa           | 7. října 2019      |
| 4            | A View From The Bus                            | Bronwen Hughes    | Aaron Carter                        | 14. října 2019     |
| 5            | Devotees in the Courthouse of Love             | Michael M. Robin  | Shernold Edwards                    | 21. října 2019     |
| 6            | Fool for Liv                                   | Stacey K. Black   | Conway Preston                      | 28. října 2019     |
| 7            | Uncommon Women and Mothers                     | Paul McCrane      | Sunil Nayar                         | 4. listopadu 2019  |
| 8            | Maricela and the Desert                        | Sheelin Choksey   | Mellori Velasquez                   | 18. listopadu 2019 |
| 9            | How to Succeed in Law Without Really Re-trying | Cheryl Dunye      | Gregory Nelson                      | 25. listopadu 2019 |
| 10           | Dripsy                                         | Patricia Cardoso  | Sunil Nayar a Aaron Carter          | 9. prosince 2019   |
| 11           | The Wizard of Joy                              | Claudia Yarmy     | Conway Preston                      | 16. prosince 2019  |
| 12           | What the Constitution Greens to Me             | Steve Robin       | Shernold Edwards a James Rogers III | 6. ledna 2020      |
| 13           | What the Bailiff Saw                           | Scott Ellis       | Gregory Nelson                      | 20. ledna 2020     |
| 14           | Bye Bye Bernie                                 | Michael M. Robin  | Mellori Velasquez                   | 3. února 2020      |
| 15           | Prelude to a Fish                              | Steve Robin       | Aaron Carter                        | 10. února 2020     |
| 16           | My Fair Lockdown                               | David Harp        | Conway Preston                      | 17. února 2020     |
| 17           | I Love You, You're Perfect, I Think            | Paul McCrane      | Gregory Nelson                      | 9. března 2020     |
| 18           | The Tale of Three Arraignments                 | Claudia Yarmy     | Denitria Harris-Lawrence            | 16. března 2020    |
| 19           | In the Fights                                  | Stacey K. Black   | Mellori Velasquez                   | 6. dubna 2020      |
| 20           | Merrily We Ride Along                          | Cheryl Dunye      | Gregory Nelson a Aaron Cater        | 13. dubna 2020     |
| 21           | Dancing at Los Angeles                         | Michael M. Robin  | Greg Spottiswood a Gregory Nelson   | 4. května 2020     |

### Druhá řada (2020–2021)
| Č. v seriálu | Původní název             | Režie            | Scénář                               | Premiéra v USA     |
| ------------ | ------------------------- | ---------------- | ------------------------------------ | ------------------ |
| 1            | A Change Is Gonna Come    | Michael M. Robin | Denitria Harris-Lawrence             | 16. listopadu 2020 |
| 2            | Keep Ya Head Up           | Erica Watson     | Kimberly Ann Harrison                | 23. listopadu 2020 |
| 3            | Sliding Floors            | Pete Chatmon     | Damani Johnson                       | 30. listopadu 2020 |
| 4            | Bad Beat                  | Paul McCrane     | Gregory Nelson                       | 7. prosince 2020   |
| 5            | The Perils of the Plea    | Stacey K. Black  | Briana Belser                        | 14. prosince 2020  |
| 6            | Bounceback                | Michael M. Robin | Greg Spottiswood                     | 4. ledna 2021      |
| 7            | Almost The Meteor         | David Harp       | Aaron Carter                         | 25. ledna 2021     |
| 8            | Bette Davis Eyes          | Cheryl Dunye     | Felicia Hilario                      | 8. února 2021      |
| 9            | Safe to Fall              | Bethany Rooney   | Lucy Luna                            | 22. února 2021     |
| 10           | Georgia                   | Scott Ellis      | Annie Brunner                        | 15. března 2021    |
| 11           | Forgive Us Our Trespasses | Paul McCrane     | Kimberly Ann Harrison a Nicole Feste | 12. dubna 2021     |
| 12           | Chasing Waterfalls        | Mo McRae         | Damani Johnson                       | 19. dubna 2021     |
| 13           | Love's Illusions          | bude oznámeno    | bude oznámeno                        | 26. dubna 2021     |
| 14           | Caught Up in Circles      | bude oznámeno    | bude oznámeno                        | 3. května 2021     |
| 15           | Hear My Voice             | bude oznámeno    | bude oznámeno                        | 10. května 2021    |

## Produkce

### Vývoj
Dne 31. ledna 2019 stanice CBS objednala produkci pilotního dílu nového seriálu Courthouse. Scénář k němu napsal vedoucí producent Greg Spottiswood. Výroba pilotního dílů probíhala pod dohledem studia Warner Bros. Television.
Dne 9. května 2019 CBS oznámilo, že objednalo první řadu seriálu s novým názvem All Rise. O den později bylo ohlášeno vydání na podzim roku 2019. Seriál měl premiéru dne 23. září 2019.
Dne 22. října 2019 bylo oznámeno, že stanice objednala plnou řadu seriálu. Dne 5. prosince 2019 byl spolushowrunner seriálu Sunil Nayar nahrazen Dee Harris-Lawrence, která na něm bude spolupracovat s jeho tvůrcem Gregem Spottiswoodem.
Dne 6. dubna 2020 bylo oznámeno, že kvůli pandemii covidu-19 bude finálový díl virtuální. Díl se natáčel z domovů herců prostřednictvím FaceTimu, WebEg a Zoomu.

### Casting
V únoru 2019 bylo oznámeno, že herečka Jessica Camacho byla obsazena do hlavní role. V březnu 2019 se k obsazení seriálu připojili J. Alex Brinson, Lindsay Mendez, Marg Helgenberger, Ruthie Ann Miles, Simone Missick a Wilson Bethel. Dne 20. srpna 2019 se k vedlejšímu obsazení seriálu přidali Reggie Lee a Nadia Gray. Dne 10. září 2019 bylo ohlášeno, že herec Mitch Silpa ztvární vedlejší roli.